# Young Artist Awards 2015
La 36ª edizione della cerimonia di premiazione dei Young Artist Awards ha avuto luogo il 15 marzo 2015 alla Sportsmen's Lodge a Studio City, California.

## Categorie
I vincitori sono indicati in grassetto. Per ogni film viene inoltre indicato tra parentesi il titolo originale.

### Miglior performance in un film

#### Giovane attore protagonista
- Reese Hartwig - Earth To Echo
- Nathan Gamble - L'incredibile storia di Winter il delfino 2 (Dolphin Tale 2)
- Ed Oxenbould - Una fantastica e incredibile giornata da dimenticare (Alexander and the Terrible, Horrible, No Good, Very Bad Day)

#### Giovane attrice protagonista
- Quvenzhané Wallis - Annie - La felicità è contagiosa (Annie)
- Elle Fanning - Maleficent
- Cozi Zuehlsdorff - L'incredibile storia di Winter il delfino 2

#### Giovane attore non protagonista
- John Paul Ruttan - RoboCop
- Carson Bolde - Godzilla
- Max Charles - The Amazing Spider-Man 2 - Il Potere di Electro
- Daniel Huttlestone - Into the Woods
- Aidan McGraw - American Sniper

#### Giovane attrice non protagonista
- Lilla Crawford - Into the Woods
- Mackenzie Foy - Interstellar
- Emma Fuhrmann - Insieme per forza (Blended)
- Madeleine McGraw - American Sniper

#### Giovane cast
- Braxton Beckham, Emma Fuhrmann, Alyvia Alyn Lind, Kyle Red Silverstein, Bella Thorne - Insieme per forza (Blended)
- Kerris Dorsey, Dylan Minnette, Ed Oxenbould - Una fantastica e incredibile giornata da dimenticare (Alexander and the Terrible, Horrible, No Good, Very Bad Day)

### Miglior performance in un cortometraggio

#### Giovane attore
- Christian Hutcherson - And Then We Laugh
- Connor Beardmore - In Need of Caffeine
- Peter Bundic - The Dating Journal
- Jadon Clews - Kemosabe
- Joshua Costea - The Dating Journal
- Nikita Olechko - Solomon's Bridge

#### Giovane attore (10 e meno)
- Blaze Tucker - Make It Rain
- Devan Cohen - Behind the Door
- Richard Davis - Brothers
- Joshua Kaufman - Steel
- David Raynolds - Albert
- Jonah Wineberg - Family Business

#### Giovane attrice
- Katelyn Mager - Discovered
- Sofie Uretsky - Clinch
- Janette Bundic - Dating Journal
- Jeri Leader - The Spiked Watermelon
- Abigail Wolff - The Watchers: The Darkness Outside

#### Giovane attrice (10 e meno)
- Emily Delahunty - My Mom is an Alien
- Carla Costea - Molly
- Maia Costea - The Battle
- Alyssa Cross - When Fish Fly
- Peyton Kennedy - Dorsal
- Madeline Lupi - Milkshake
- Isabella Piombini - At the Doctor's
- Cadence Schuster - Florence and the Fish
- Katie Silverman - Raw Head + Bloody Bones

### Miglior performance in un Film TV, Miniserie, Special o Pilot

#### Giovane attore protagonista
- Samuel Patrick Chu - Zapped - La nuova vita di Zoey (Zapped)
- Joey Luthman - Finders Keepers
- Donnie MacNeil - Zapped - La nuova vita di Zoey (Zapped)
- Christian Martyn - The Christmas Parade
- Ty Parker - Mt. Happy

#### Giovane attore protagonista (13 e meno)
- Darien Provost - The Town That Came A-Courtin
- John Allyn - Peter Pan Live!
- Jake Lucas - Peter Pan Live!
- Valin Shinyei - Along Came a Nanny

#### Giovane attrice protagonista
- Emilia McCarthy - Zapped - La nuova vita di Zoey (Zapped)
- Olivia Steele Falconer - The Tree That Saved Christmas
- Jennifer Jolliff - It Only Happens with Rose
- Jordyn Ashley Olson - The Christmas Shepherd
- Tiera Skovbye - Dietro le quinte (The Unauthorized Saved by the Bell Story)

#### Giovane attrice protagonista (11 e meno)
- Sydney Mikayla - The Gabby Douglas Story
- Jaeda Lily Miller - The Christmas Secret
- Gracyn Shinyei - A Cookie Cutter Christmas
- Jena Skodje - Along Came a Nanny
- Alissa Skovbye - One Christmas Eve

### Miglior performance in una serie televisiva

#### Giovane attore protagonista
- Kolton Stewart - Some Assembly Required
- Benjamin Stockham - About A Boy
- Max Burkholder - Parenthood
- Lyle Lettau - Degrassi: The Next Generation

#### Giovane attore protagonista (13 e meno)
- Sloane Morgan Siegel - Gortimer Gibbon's Life on Normal Street
- Jadiel Dowlin - Annedroids
- Filip Geljo - Odd Squad
- Sean Michael Kyer - Odd Squad
- Albert Tsai - Tre mogli per un papà (Trophy Wife)

#### Giovane attrice protagonista
- Paris Smith - Emma una strega da favola (Every Witch Way)
- Dalila Bela - Odd Squad
- Millie Davis - Odd Squad
- Addison Holley - Annedroids
- Emilia McCarthy - Max and Shred

#### Giovane attore non protagonista
- Evan e Ryder Londo - Sons of Anarchy
- Eric Osborne - Degrassi: The Next Generation
- Miles Brown - Black-ish
- Pierce Gagnon - Extant
- Keidrich Sellati - The Americans

#### Giovane attrice non protagonista
- Holly Taylor - The Americans
- Adrianna Di Liello - Annedroids
- Marsai Martin - Black-ish
- Savannah Paige Rae - Parenthood

#### Giovane attore guest star di anni 15-21
- Joey Luthman - The Goldbergs
- Nicholas Azarian - The McCarthys
- Samuel Patrick Chu - R.L. Stine's The Haunting Hour
- Jake Elliott - Ray Donovan
- Dalton E. Gray - American Horror Story
- Zachary Mitchell - Girl Meets World

#### Giovane attore guest star di anni 11-14
- Rio Mangini - Buona fortuna Charlie (Good Luck Charlie)
- Nick Cuthbertson - Mr. D
- Justin Ellings - CSI - Scena del crimine (CSI: Crime Scene Investigation)
- John Paul Ruttan - Saving Hope

#### Giovane attore guest star di anni 10 o meno
- Albert Tsai - Benched
- Thomas Barbusca - I miei peggiori amici (Friends with Better Lives)
- Shannon Brown - Extant
- Samuel Faraci - Hannibal
- Jack Fulton - Saving Hope
- Zachary Haven - My Haunted House

#### Giovane attrice guest star di anni 17-21
- Zoé De Grand Maison - Motive
- Laine MacNeil - Strange Empire
- Chanel Marriott - Hawaii Five-0

#### Giovane attrice guest star di anni 14-16
- Johnnie Ladd - Melissa & Joey
- Ava Allan - The Middle
- Katherine Evans - Intruders
- Jessica Lonardo - Torbidi delitti (Swamp Murders)
- Emily Robinson - Scorpion

#### Giovane attrice guest star di anni 11-13
- Olivia Steele Falconer - R.L. Stine's The Haunting Hour
- Ella Ballentine - Reign
- Julia Lalonde - Heartland

#### Giovane attrice guest star di anni 10 o meno
- Layla Crawford - True Blood
- Afra Sophia Tully - Legit
- Michela Luci - Odd Squad
- Morgan McGarry - The Mysteries of Laura
- Jaeda Lily Miller - Some Assembly Required

#### Giovane attore ricorrente di anni 17-21
- Brock Ciarlelli - The Middle
- Connor Beardmore - The Killing
- Daniel Polo - The Bridge
- Richard Walters - Degrassi: The Next Generation

#### Giovane attore ricorrente di anni 11-16
- Sean Michael Kyer - When Calls the Heart
- Jaden Betts - Scandal
- Brendan Heard - Odd Squad
- Matt Tolton - Mr. D
- Robbie Tucker - See Dad Run
- Tai Urban - Shameless

#### Giovane attore ricorrente di anni 10 o meno
- Thomas Barbusca - Grey's Anatomy
- Christian Distefano - Odd Squad
- Armani Jackson - Grey's Anatomy

#### Giovane attrice ricorrente di anni 17-21
- Frédérique Dufort - Unité 9
- Jaylen Barron - Buona Fortuna Charlie (Good Luck Charlie)
- Kiersey Clemons - Transparent
- Zoé De Grand Maison - Orphan Black
- Kelly Heyer - Aiutami Hope! (Raising Hope)

#### Giovane attrice ricorrente di anni 14-16
- Emily Robinson - Transparent
- Brielle Barbusca - Scandal
- Katherine Evans - The Killing
- Ally Ioannides - Parenthood
- Danika Yarosh - Shameless

#### Giovane attrice ricorrente di anni 11-13
- Stephanie Katherine Grant - The Goldbergs
- Lizzie Boys - When Calls The Heart
- Julia Lalonde - Odd Squad
- Katelyn Mager - When Calls the Heart
- Kassidy Mattera - Mr. D

#### Giovane attrice ricorrente di anni 10 o meno
- Peyton Kennedy - Odd Squad
- Mamie Laverock - When Calls the Heart
- Sunnie Pelant - Bones
- Siena Agudong - Killer Women
- Isabella Kai Rice - True Blood
- Gracyn Shinyei - When Calls the Heart

#### Eccezionale gruppo di giovani attori
- Adrianna Di Liello, Jadiel Dowlin, Addison Holley - Annedroids
- Rowan Blanchard, Sabrina Carpenter, August Maturo, Peyton Meyer - Girl Meets World
- Dalila Bela, Millie Davis, Filip Geljo, Sean Michael Kyer - Odd Squad

### Miglior voce fuori campo

#### Giovane attore
- Stuart Allan - Son of Batman
- Jaden Betts - Dott.ssa Peluche (Doc McStuffins)
- Joshua Carlon - Sofia la principessa (Sofia The First)
- Valin Shinyei - Frozen In Time
- Alex Thorne - Paw Patrol

#### Giovane attore di anni 10 o meno
- Devan Cohen - Paw Patrol
- Christopher Downs - Tumble Leaf
- Max Calinescu - Paw Patrol
- Christian Distefano - Paw Patrol
- Zac McDowell - Tumble Leaf
- Jaxon Mercey - Daniel Tiger's Neighborhood

#### Giovane attrice
- Kallan Holley - Paw Patrol
- Amariah Faulkner - Creative Galaxy
- Bailey Gambertoglio - Bubble Guppies - Un tuffo nel blu e impari di più (Bubble Guppies)
- Sarah Sheppard - Doki
- Berkley Silverman - Paw Patrol
- Brooke Wolloff - Tumble Leaf

### Miglior performance in un film DVD
- Mandalynn Carlson - Small Town Santa
- Jet Jurgensmeyer - The Little Rascals Save The Day
- John Paul Ruttan - Shelby - The Dog Who Saved Christmas

### Miglior performance WEB

#### Giovane attore
- Austin James Wolff - Dead Souls
- Jack Fulton - Hemlock Grove
- William Leon - Camouflage
- Zach Louis - Camp Abercorn

#### Giovane attrice
- Jessica Mikayla Adams - Reel Kids
- Sage Boatright - Boozy Mom
- Isabelle Dubroy - Microchip Jones
- Elise Luthman - Beachwood Charter
- Kayla Servi - Comet
- Shae Smolik - Microchip Jones

### Miglior performance teatrale

#### Giovane attore
- Alexander Davis - A Christmas Story
- Robin de Zwart - Chitty Chitty
- Graham Verchere - Mary Poppins
- Toby Verchere - The Old Curiosity Shop

#### Giovane attrice
- Lily Killam - Les Misérables
- Alora Killam - My Fair Lady
- Jeri Leader - Suessical The Musical

## Premi speciali

### The Maureen Dragone Scholarship Award
- Actors for autism

### Jackie Coogan Award - Contribution to Youth
- Nellee Holmes

### Mickey Rooney Award - Lifetime Achievement
- Rider Strong

### Social Relations of Knowledge Institute Award
- COSMOS : A Spacetime Odessey